# Metalobosia postcaerulescens
Metalobosia postcaerulescens là một loài bướm đêm thuộc phân họ Arctiinae, họ Erebidae.